# Amanda Dávila
Amanda Dávila Torres (Sucre, Bolivia) es una periodista y política boliviana. Fue la Ministra de Comunicación de Bolivia desde el 23 de enero de 2012 hasta el 23 de enero de 2015 durante el segundo gobierno del presidente Evo Morales Ayma.

## Biografía
Amanda Dávila nació en la ciudad de Sucre. Estudió la carrera de comunicación social en la Universidad Católica Boliviana San Pablo (UCB) de la ciudad de La Paz, titulándose como periodista de profesión. Obtuvo también una maestría en Filosofía y Ciencias Políticas de la Universidad Mayor de San Andrés (UMSA).
La carrera de Amanda Davíla como comunicadora social se ha desarrollado mayormente en los medios de comunicación impresos de Bolivia como redactora de diferentes periódicos. Trabajó en el diario "Presencia" siendo jefa de la unidad de investigaciones de dicho periódico. Ingresó también a trabajar como jefa de informaciones del periódico "La Prensa" y a la vez fue miembro del directorio y cofundadora de dicho diario. Fue también miembro del directorio y cofundadora del semanario "Pulso".
Durante su carrera profesional, Amanda Dávila trabajó desde 2003 hasta 2011 con la Cooperación Alemana en Bolivia en el Programa de Apoyo a la gestión Pública en donde ocupó el cargo de coordinadora de la Unidad de Comunicación de dicho programa, siendo a la vez la redactora, reportera y jefa de la unidad de información económica en la cooperación alemana.
Trabajó también en el canal estatal Bolivia TV inicialmente como reportera y luego como conductora de programas, además de ser la redactora de la Agencia de Noticias Fides (ANF) y ser la corresponsal en Bolivia de la Agencia de Prensa Española (EFE).

### Ministra de Comunicación (2012-2015)
El 23 de enero de 2012, Amanda Dávila fue posesionada por el Presidente de Bolivia Evo Morales Ayma como la nueva  Ministra de Comunicación de Bolivia en reemplazo del periodista cochabambino Iván Canelas Alurralde, quien dejó el ministerio por motivos de salud. Dávila ocuparía el cargo de ministra por 3 años hasta el 23 de enero de 2015 cuando fue reemplazada por la periodista potosina Marianela Paco Durán.
Durante su gestión como ministra al mando del Ministerio de Comunicación, Amanda Dávila inició una demanda penal el año 2012 contra varios medios de comunicación entre ellos a la Agencia de Noticias Fides (ANF) al periódico El Diario y también al periódico Página Siete por haber cometido supuestamente los delitos de difamación e incitación al Racismo y la Discriminación tipificados dentro de la Ley 045. En repuesta a estas denuncias, La Asociación Nacional de la Prensa (ANP) protestó en aquella época porque se estaría violando la Ley de Imprenta.
Durante su gestión en el ministerio de comunicación, Amanda Dávila autorizó durante el año 2012 transmitir en vivo el cumpleaños 53 del presidente Evo Morales por el canal estatal  Bolivia TV y de forma gratuita. Así también se transmitió de manera gratuita la boda del vicepresidente Álvaro García Linera con la periodista Claudia Fernández Valdivia también por el canal estatal Bolivia TV.
En 2014, la entonces ministra de comunicación Amanda Dávila acusó al periodista Raul Peñaranda de ser financiado y estar trabajando para el Departamento de Estado de los Estados Unidos con el objetivo de desprestigiar al gobierno del presidente Evo Morales Ayma, esto debido a la publicación del libro "Control Remoto" donde Peñaranda señala a los principales medios paraestatales y la enorme publicidad que estos recibían del gobierno de ese entonces. Además Dávila lo desprestigió acusandole de ser ciudadano chileno y no boliviano.